# Messnerova strouha
Messnerova strouha ist der tschechische Name eines Gebirgsbachs im östlichen Riesengebirge.

## Lage
Die Quellen des Bachs, der seit der Urbarmachung durch deutschsprachige Siedler bis Ende des Zweiten Weltkriegs Messnerbach genannt wurde, befinden sich auf einer Höhe von 1225 Metern über dem Meeresspiegel an den südöstlichen Hängen des Rosenbergs (tschechisch: Růžová hora, 1396 m). Er liegt vollständig auf dem Gebiet des Nationalparks des tschechischen Riesengebirges Krkonošský národní park (KRNAP) und durchfließt den Messnergrund (cs: Messnerův důl), der unter dem Südhang der Rennerkoppe (cs: Rennerova hora) liegt, fließt zunächst in Süd-Ost-Richtung. Nach ca. 1,4 Kilometern biegt er unterhalb des Pinkenbergs (cs: Pěnkavčí vrch, 1105 m) scharf nach Nord-Ost ab. Nach weiteren 800 Metern mündet er als südlichster, längster und wasserreichster Zufluss unterhalb der gegenüberliegenden Streusiedlung Šímovy chalupy (deutsch: Simmaberg) in den Löwenbach (cs: Jelení potok), der selbst am Osthang der Schneekoppe entspringt und wenig tiefer am Ende des Löwengrunds (cs: Lví důl) in die Kleine Aupa einmündet.

## Geschichte
Das Gebiet ist spätestens seit dem zweiten Drittel des 16. Jahrhunderts für seinen Holzreichtum bekannt, als hier und im benachbarten Löwengrund der ursprüngliche Urwald abgeholzt wurde, um die Versorgung der Silbergruben in Kuttenberg mit Grubenholz sicherzustellen. Die gefällten Stämme von Fichten, Tannen und Buchen wurde in Holzrinnen ins Tal befördert. Das Klafterholz wurde dann zuerst zur Aupa und auf ihr und der Elbe weiter bis nach Kuttenberg geschwemmt. Dazu wurden sogenannte Klausen angelegt, kleinen Wehranlagen, in denen das Wasser wie hier in der Messnerklause aufgestaut wurde. Doch der umfassende Raubbau währte nicht ewig. Wie aus einem Bericht der Kommission aus Beamten der Grubenverwaltung vom 16. September 1609 hervorgeht, war nach vierzigjähriger Holzernte kein Holz mehr da, das hätte noch geschlagen werden können.
Später kümmerten sich die Grafen von Czernin-Morzin um die Wiederaufforstung und das Holz blieb bis in die erste Hälfte des 20. Jahrhunderts der wichtigste Rohstoff. Vielfach wurde das Holz gleich am Ort in Meilern zu Holzkohle verarbeitet, die auf Kraxen meist zu den Eisenhütten im schlesischen Schmiedeberg getragen wurde. Noch heute sind entlang des Messnerbachs, kreisrunde Flächen von bis zu 12 Meter Durchmesser zu sehen – Grundrisse ehemaliger Kohlenmeiler.
Mit Aufkommen des Tourismus im ersten Drittel des 19. Jahrhunderts wurde das romantische Tal mit seinen vielen Stromschnellen Ziel vieler Sommerfrischler. Nachdem mehrere Hochwasser vier Brücken zerstört und große Teile des im Jahre 1889 fertiggestellten Holzfällerweges mitgerissen hatten, war der Messnergrund viele Jahre lang nicht zugänglich. In den Jahren 1997 bis 1999 wurde der Weg rekonstruiert und das Tal ist wieder für Wanderer freigegeben.